# William Bennett
William John Bennett (Brooklyn, 31 de julio de 1943) es un analista político conservador, político  y político teórico estadounidense.

## Biografía
Nacido el 31 de julio de 1943, en Brooklyn (Nueva York), pronto se trasladaría a Washington. 
Se desempeñó como Secretario de Educación de los Estados Unidos de 1985 a 1988. También ocupó el cargo de Director de la Oficina de la Política Nacional para el Control de Drogas (o "Zar Antidrogas") bajo la administración de George H. W. Bush.
Actualmente es un analista político de la cadena CNN. Bennett también es miembro del Consejo Asesor de Seguridad Nacional del Centro para la Política de Seguridad (CSP). Fue codirector de Empower America y fue un becario distinguido en estudios de Política Cultural en la Heritage Foundation. Activo desde hace mucho tiempo en la política del Partido Republicano, él es ahora un autor, orador, y desde el 5 de abril de 2004, el anfitrión del programa de radio de los días de la semana Morning in America en  Dallas, Texas. Además de su show de radio, él es el miembro por Washington del Instituto Claremont.